# Thomas Perry
Thomas Perry (* 1947 in Tonawanda, Erie County, New York) ist ein US-amerikanischer Kriminalschriftsteller, Drehbuchautor und Fernsehproduzent.

## Leben
Perry besuchte die Cornell University in Ithaca und schloss dort 1969 mit dem Bachelor of Arts sein Studium ab. Den Ph.D. erlangte er 1974 an der University of Rochester durch eine Promotion in Englischer Literatur. Beruflich sehr vielfältig arbeitete Perry in der Folgezeit als Fabrikarbeiter, Wartungsmonteur, Fischer, Waffenmechaniker, Lehrer und für das Fernsehen als Drehbuchautor und Produzent. 
Die 2022 angelaufene Serie The Old Man basiert auf seiner literarischen Vorlage.
1982 gelang ihm mit The Butcher's Boy (dt. Abrechnung in Las Vegas) ein großer Erfolg als Autor, im Folgejahr anerkannt durch die Mystery Writers of America mit dem Edgar Award für das beste Erstlingswerk. Weitere Auszeichnungen folgten und viele seiner Werke liegen in deutscher Übersetzung vor. Die Independent Mystery Bookseller’s Association nahm den Roman Vanishing Act (1995) auf in die „100 Favorite Mysteries of the 20th Century“. Der Roman Nightlife (2006) war ein New York Times Bestseller.
Thomas Perry lebt heute mit seiner Frau und zwei Töchtern in Südkalifornien.

## Werke
(Alle Verlags- und Jahresangaben beziehen sich auf die Original- bzw. deutschen Erstausgaben)

### Butcher's Boy-Serie
- 1982 The Butcher's Boy (dt. Abrechnung in Las Vegas. Goldmann, München 1984, ISBN 3-442-05456-7)
- 1992 Sleeping Dogs (dt. Schlafende Hunde. Goldmann, München 1995, ISBN 3-442-42480-1)
- 2011 The Informant
- 2020 Eddie's Boy

### Jane Whitefield-Serie
- 1995 Vanishing Act (dt. Die Hüterin der Spuren. Piper, München 1998, ISBN 3-492-25683-X)
- 1996 Dance for the Dead (dt. Der Tanz der Kriegerin. Piper, München 1999, ISBN 3-492-25686-4)
- 1997 Shadow Woman (dt. Die Jagd der Schattenfrau. Piper, München 1999, ISBN 3-492-25687-2)
- 1998 The Face-Changers (dt. Das zweite Gesicht. Kabel, München 2000, ISBN 3-8225-0522-6)
- 2000 Blood Money (dt. Auf der Spur des Wolfs. Kabel, München 2001, ISBN 3-8225-0546-3)
- 2010 Runner
- 2012 Poison Flower
- 2014 A String of Beads
- 2021 The Left-Handed Twin

### Jack Till-Serie
- 2007 Silence
- 2013 The Boyfriend

### Fargo Adventure-Serie
- 2012 The Tombs[3]

### Einzelwerke
- 1983 Metzger's Dog (dt. Der Tag der Katze. Goldmann, München 1988, ISBN 3-442-09192-6)
- 1985 Big Fish (dt. Big Fish[4]. Krüger, Frankfurt/M. 1986, ISBN 3-8105-1508-6)
- 1987 Island (dt. Im Treibsand. Goldmann, München 1991, ISBN 3-442-09476-3)
- 2001 Death Benefits (dt. Sicher ist nur der Tod. Kabel, München 2002, ISBN 3-8225-0582-X)
- 2001 Pursuit
- 2002 Dead Aim (dt. Der finale Schuß. Piper, München 2005, ISBN 3-492-24055-0)
- 2006 Nightlife
- 2008 Fidelity
- 2010 Strip
- 2015 Forty Thieves (dt. Pantherjagd. Aus dem Amerikanischen von Alexandra Baisch. Knaur Taschenbuch, München, ISBN 978-3-426-52690-3.)
- 2017 The Old Man
- 2018 The Bomb Maker
- 2019 The Burglar
- 2020 A Small Town

## Auszeichnungen
- 1983 Edgar Allan Poe Award – Kategorie Bester Erstlingsroman für The Butcher's Boy (dt. Abrechnung in Las Vegas)
- 1985 Deutscher Krimi Preis – Kategorie International, 3. Platz, für Abrechnung in Las Vegas (Original: The Butcher's Boy)
- 2002 Gumshoe Awards – Kategorie Bester Roman für Pursuit
- 2012 Barry Award/Bester Taschenbuchroman für The Informant
- 2021 Barry Award/Bester Thriller für Eddie's Boy[5]

## Belege, Anmerkungen
1. ↑  u. a. Simon & Simon oder Star Trek: The Next Generation, die auch in Deutschland ausgestrahlt wurden
2. ↑  Wayback-Version vom 17. Juli 2011 mit einer Kurzbiografie des Autors, abgerufen am 10. Oktober 2022
3. ↑  gemeinsam mit Clive Cussler
4. ↑  1989 auch bei Fischer, Frankfurt/M. unter dem Titel Blutgeld, ISBN 3-596-28343-4
5. ↑  The Barry Award winners 2021, abgerufen am 10. Oktober 2022

| Personendaten    | Personendaten                    |
| ---------------- | -------------------------------- |
| NAME             | Perry, Thomas                    |
| KURZBESCHREIBUNG | US-amerikanischer Schriftsteller |
| GEBURTSDATUM     | 1947                             |
| GEBURTSORT       | Tonawanda, New York              |